# Dezerce
Dezerce (zběhnutí) je ve vojenském právu trestný čin, který spočívá v nedovoleném opuštění jednotky vojákem. 

## Charakteristika
Dezerce bývá považována za velmi závažný zločin a bývá také obvykle velmi tvrdě trestána, a to zejména v době války.

## Dezerce v ČR
Podle § 322 českého trestního zákona (č. 40/2009 Sb.) ten, kdo nesplní, byť i z nedbalosti, osobní nebo věcnou povinnost pro obranu státu a ten, kdo se úmyslně vyhýbá plnění takové povinnosti, bude potrestán odnětím svobody na šest měsíců až tři léta, za přitěžujících okolností pak odnětím svobody na dvě léta až osm let.